# Długie Pole (Ciężkowice)
Długie Pole – przysiółek wsi Ciężkowice w Polsce, położony w województwie opolskim, w powiecie kędzierzyńsko-kozielskim, w gminie Polska Cerekiew.
W latach 1975–1998 przysiółek administracyjnie należał do ówczesnego województwa opolskiego.
Miejscowość obejmuje jedną działkę geodezyjną o powierzchni 2,62 ha. Zdjęcie satelitarne wskazuje na intensywną eksploatację terenu posiadłości. Posiadłość na skanie mapy terenowej oznaczona jest jako hodowla i nasiennictwo. Wzdłuż północnej (obora) i zachodniej (stodoła) granicy działki położone są duże budynki gospodarcze (70 m na 16 m), przy końcach północnego znajdują się płyty obornikowe. W południowej części działki znajduje się budynek mieszkalny, drugi z częścią mieszkalną i gospodarczą, oraz dwa niewielkie obiekty budowlane, o numerach 43 i 41. W pobliżu północno-zachodniego narożnika działki znajduje się stacja transformatorowa NN oraz studnia głębinowa. 

## Zabytki
Brak wpisów o zabytkach w tej miejscowości